# Paschal Grousset
Paschal Grousset (Pseudonyme: Philippe Daryl, André Laurie, Tiburce Moray, Léopold Virey u. a.; * 7. April 1844 in Corte auf Korsika; † 9. April 1909 in Paris) war ein französischer Journalist, Politiker und Schriftsteller. Er gehörte 1871 zur Führung der Pariser Kommune. Später tat er sich unter anderem als Autor von Science-Fiction-Geschichten und Förderer der Sporterziehung hervor und war bis zu seinem Tod sozialistischer Abgeordneter.

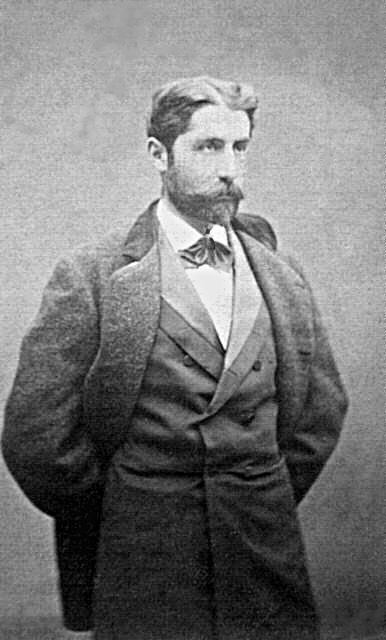
Paschal Grousset

## Leben
Er studierte Medizin, arbeitete dann aber als Journalist. In der Zeit des Zweiten Kaiserreichs schrieb er unter anderem für Le Figaro. Er wurde 1869 einer der Herausgeber der republikanischen Zeitschrift Marseillaise. Für diese schrieb er antireligiöse Artikel und befürwortete die Revolution. Aufgrund einer von ihm verfassten Schmähschrift gegen Pierre Napoleon Bonaparte, eines Neffen Napoleons I., wurde er von diesem als „Verräter“ diffamiert und es wurde ein Duell verabredet. Als Groussets Sekundanten sich dem Prinzen näherten, um die Bedingungen auszuhandeln, kam es zu einem Handgemenge und Bonaparte zog seine Waffe und erschoss den Sekundanten Victor Noir. Grousset und andere Beteiligte wurden inhaftiert und es kam zu einem spektakulären Prozess gegen den Prinzen, dessen Freispruch in Paris Unruhen auslöste.
Nach der Ausrufung der Republik gab er verschiedene Zeitschriften heraus. Er wurde 1871 Mitglied des zweiten Exekutivkomitees der Pariser Kommune. Als solcher war er zuständig für die auswärtigen Beziehungen. Er versuchte bei Diplomaten in Paris vergeblich, die Anerkennung der Kommune zu erreichen. Er wandte sich auch an die größeren französischen Städte mit der Bitte um die Lieferung von Waffen in das von den Deutschen belagerte Paris. Kontakt mit der Außenwelt wurde durch Heißluftballons und Brieftauben aufrechterhalten. Nach der Niederschlagung der Kommune wurde er am 3. Juni 1871 in einem Versteck in Frauenkleidern entdeckt und gefangen nach Versailles gebracht. 1872 nach Neukaledonien verbannt, konnte er 1874 von dort zusammen mit anderen Verbannten nach Australien fliehen. Er lebte zeitweise in Sydney, San Francisco, New York und London. Seinen Lebensunterhalt verdiente er unter anderem mit Sprachunterricht.
Nach der Amnestie von 1881 kehrte er nach Frankreich zurück. Er veröffentlichte Schriften unter zahlreichen Pseudonymen. Während seiner Zeit im Exil begann er Geschichten teilweise für Jugendliche zu schreiben, die sich dem Genre der Science Fiction zuordnen lassen. Er bediente sich dafür meist des Pseudonyms André Laurie. Bei dem Buch Die 500 Millionen der Begum und mehreren anderen Werken arbeitete er eng mit Jules Verne zusammen. Grousset lieferte erste Entwürfe, die Verne dann für eine Veröffentlichung überarbeitete. Später schrieb er ähnliche Werke alleine. Dazu zählt Le exile de la Terre (1887). Darin erzählt er, wie ein gigantischer Magnet den Mond aus seiner Umlaufbahn und in die Erdatmosphäre versetzt. Weitere Geschichten folgten.
Er setzte sich auch für die Einführung von Sportunterricht in französischen Schulen ein. Er gründete zur Propagierung der Idee eine landesweite Vereinigung. Grousset forderte bereits 1888 die Einführung von (französischen) olympischen Spielen.
Zwischen 1898 und 1909 war er sozialistischer Abgeordneter in der Nationalversammlung für einen Pariser Wahlkreis. Im Zuge der Dreyfus-Affäre veröffentlichte Grousset eine Anzahl von Schriften, in denen er Alfred Dreyfus verteidigte.

## Schriften (Auswahl)
- als André Laurie: Ein Roman auf dem Planeten Mars. Verlag Lindenstruth, Giessen 2013, ISBN 978-3-934273-73-3.
- André Laurie; Jules Verne: Der Findling von der Cynthia. (Übersetzung Gerd Frank). Jules-Verne-Club, Bremerhaven 2017.